# Grace Foods
Grace Foods  è un'azienda alimentare con sede a Kingston in Giamaica.
Venne fondata nel 1922 a Kingston con il nome GraceKennedy Foods dallo statunitense John J. Grace e dal giamaicano Fred W. Kennedy. Fa parte della multinazionale GraceKennedy Ltd, che opera anche nei settori finanziario e assicurativo.
Produce soprattutto prodotti della cucina caraibica e giamaicana, che distribuisce principalmente nei Paesi caraibici, Messico, Stati Uniti, Canada e Regno Unito.
Nel 2016 gestiva cinque stabilimenti di produzione e aveva circa 2.200 dipendenti.   